# Нагельшмиц, Эрнст
Эрнст Нагельшми́ц (нем. Ernst Nagelschmitz; 1 мая 1902, Будапешт — 23 мая 1987, Мюнхен) — немецкий футболист, играл на позиции полузащитника. Участник Олимпийских игр 1928 года.

## Биография

### Клубная карьера
Всю карьеру играл за «Баварию», отыграв за мюнхенский клуб 17 сезонов. В составе «Баварии» выиграл ряд трофеев, среди них 6 титулов баварской Бециркслиги и чемпионский титул в 1932 году. Завершил карьеру в 1937 году в возрасте 35 лет.

### Карьера в сборной
Дебютировал за сборную Германии 18 апреля 1926 года в товарищеском матче со сборной Нидерландов — Германия выиграла 4:2. Он был членом олимпийской сборной Германии на олимпийском футбольном турнире 1928 года, но на поле не выходил.

### Смерть
Скончался 23 мая 1987 года в Мюнхене в возрасте 85 лет.

## Достижения
Бавария
- Чемпион Бециркслиги[англ.] (6): 1928, 1929, 1930, 1931, 1932, 1933
- Чемпион Германии (1): 1932